# 수섬
수섬은 경기도 화성시 송산면 독지리에 있던 섬으로, 시화방조제 건설과 함께 육지가 되었다. 5월 중순에서 6월 초 사이에 삘기 꽃이 피는 풍경으로 유명하다. 송산그린시티 서측지구가 조성되면 사라질 예정이다.

## 대중 문화
- 소년공화국의 2015년 싱글 음반 《Hello》의 재킷 사진을 이곳에서 촬영하였다.[4]
- 방탄소년단의 2017년 노래 〈봄날〉 뮤직 비디오 일부를 이곳에서 촬영하였다.
- 청하의 2017년 노래 〈Why Don't You Know〉 뮤직 비디오 일부를 이곳에서 촬영하였다.